# Stictocladius pulchripennis
Stictocladius pulchripennis är en tvåvingeart som först beskrevs av Edwards 1931.  Stictocladius pulchripennis ingår i släktet Stictocladius och familjen fjädermyggor. Inga underarter finns listade i Catalogue of Life.